# Drosophila viracochi
Drosophila viracochi är en tvåvingeart som beskrevs av Brncic och Santibanez 1957. Drosophila viracochi ingår i släktet Drosophila och familjen daggflugor.
Artens utbredningsområde är Bolivia, Colombia och Peru.